# Anne Roth (Künstlerin)
Anne Roth (* 1962 in Saarbrücken; † 15. Mai 2018 in Bellheim) war eine deutsche Künstlerin und Bildhauerin, die  im Bereich der Metallbildhauerei und Schmuckgestaltung tätig war. 1995 wurde sie mit dem Staatspreis für das Kunsthandwerk Rheinland-Pfalz ausgezeichnet.

## Leben
Anne Roth studierte zunächst Kunstpädagogik und Mathematik an der Universität Mainz und schloss ihr Studium 1989 mit dem ersten Staatsexamen ab. Anschließend studierte sie am selben Ort Freie Bildende Kunst, wo sie 1992  ihr Diplom in Metallbildhauerei erhielt. Im Rahmen ihres Studiums verbrachte sie drei Semester an der Fachhochschule Köln im Bereich Bildhauerei und Schmuck bei Peter Skubic.
Von 1992 bis 1997 war Anne Roth als freischaffende Bildhauerin im Bereich Schmuck tätig. 1995 wurde sie mit dem Staatspreis für das Kunsthandwerk Rheinland-Pfalz ausgezeichnet, eine Anerkennung, die ihre künstlerische Leistung und Kreativität würdigte. Sie schuf Objekte und Schmuckstücke, die sowohl ästhetisch ansprechend als auch handwerklich anspruchsvoll waren.
Seit 1997 arbeitete sie als Lehrerin und trat eine Referendariatsstelle an, bevor sie eine Position als Lehrerin für Bildende Kunst und Mathematik am Goethe-Gymnasium Germersheim annahm.
Anne Roth verstarb am 15. Mai 2018.

## Ausstellungen
Ihre Arbeiten wurden in verschiedenen Ausstellungen präsentiert, unter anderem:
- 1992: Objekte, Raum für Kunst und Zeit, Ingelheim
- 1994: Neue Arbeiten, Altstadtschmiede, Mainz
- 1994: Triennale des Kunsthandwerks[3], Museum für Kunsthandwerk, Frankfurt am Main
- 1995: Ausstellung zum Staats-und Förderpreis für das Kunsthandwerk Rheinland-Pfalz[4], Museum für antike Schifffahrt, Mainz